# Az-Zukhruf
Az-Zukhuruf (arabe : سُورَةُ ٱلزُّخْرُفِ, français : Les Ornements d’Or) est le nom traditionnellement donné à la 43e sourate du Coran, le livre sacré de l'islam. Elle comporte 89 versets. Rédigée en arabe comme l'ensemble de l'œuvre religieuse, elle fut proclamée, selon la tradition musulmane, durant la période mecquoise.

## Origine du nom
Bien que le titre ne fasse pas directement partie du texte coranique, la tradition musulmane a donné comme nom à cette sourate Les ornements d'or en référence au versets 33 à 35:
"Si les hommes ne devaient pas constituer une seule communauté (mécréante), Nous aurions certes pourvu les maisons de ceux qui ne croient pas au Tout Miséricordieux, de toits d’argent avec des escaliers pour y monter; (Nous aurions pourvu) leurs maisons de portes et de divans où ils s’accouderaient, ainsi que des ornements. Et tout cela ne serait que jouissance temporaire de la vie d’ici-bas, alors que l’au-delà, auprès de ton Seigneur, est pour les pieux."

## Historique
Il n'existe à ce jour pas de sources ou documents historiques permettant de s'assurer de l'ordre chronologique des sourates du Coran. Néanmoins selon une chronologie musulmane attribuée à Ǧaʿfar al-Ṣādiq (VIIIe siècle) et largement diffusée en 1924 sous l’autorité d’al-Azhar,, cette sourate occupe la 63e place. Elle aurait été proclamée pendant la période mecquoise, c'est-à-dire schématiquement durant la première partie de l'histoire de Mahomet avant de quitter La Mecque. Contestée dès le XIXe par des recherches universitaires, cette chronologie a été revue par Nöldeke,, pour qui cette sourate est la 61e.
Cette sourate semble avoir été composée comme un tout malgré plusieurs modifications et ajouts possibles. Le contexte de cette sourate est celle d’une confrontation avec des personnes de culture biblique mais « comme pour l’ensemble du Coran, retrouver l’histoire de la composition de cette sourate n’est pas facile, tout comme il est impossible de retrouver le contexte historique des étapes de cette composition ».

## Interprétations

### Versets 81–83: «Si le Tout Miséricordieux avait un enfant...»
Ce verset, pour Crone, fait référence à l’accusation faite aux chrétiens d’adorer Dieu, Jésus et Marie comme une triade. Contraire au dogme chrétien de la Trinité, cette vision pourrait être une évocation de la place importante du culte marial chez les chalcédoniens ou les monophysites au VIe siècle.
Pour El-Badawi, ce passage a pour but de réfuter à la fois la christologie du concile de Nicée et les doctrines adoptianistes. Crone ne voit pas de trace de ce second aspect dans ce passage.

Texte de la sourate (Coran datant de 1874)
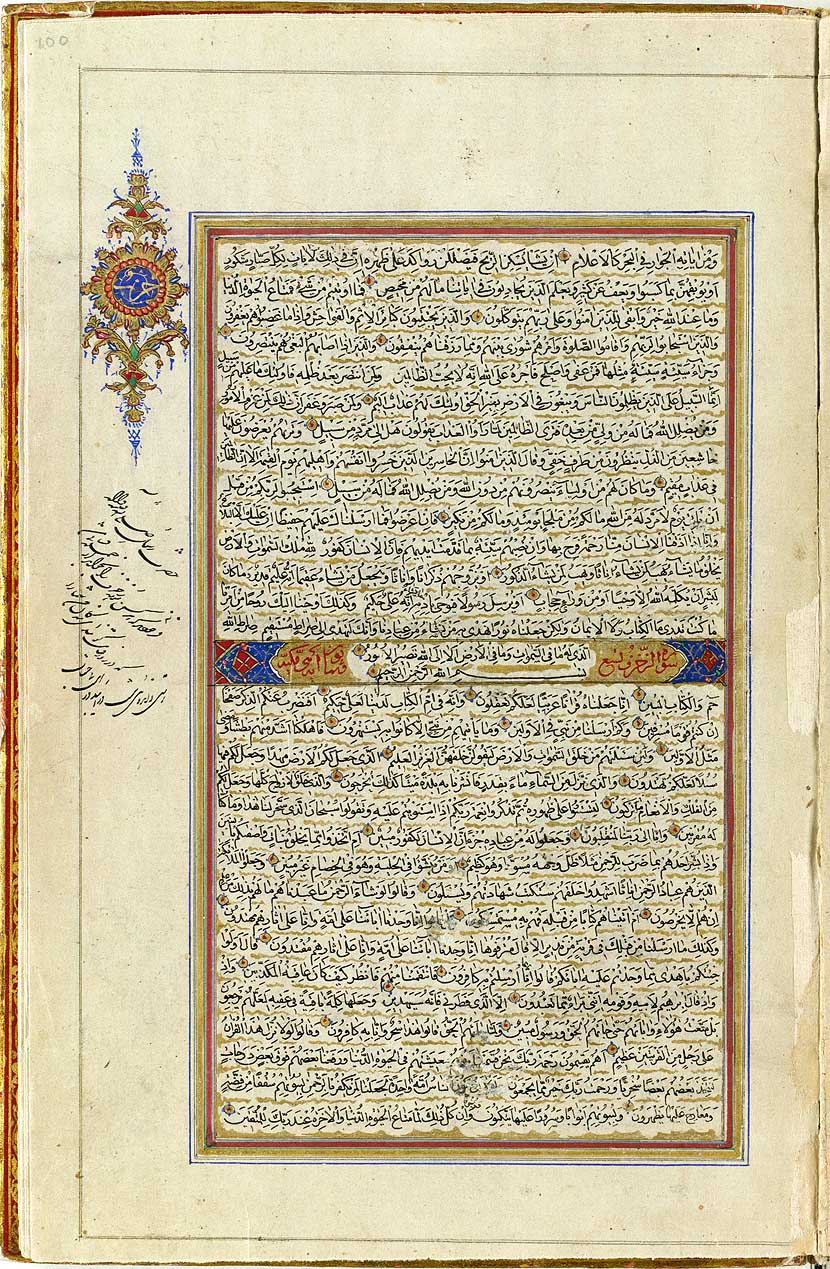
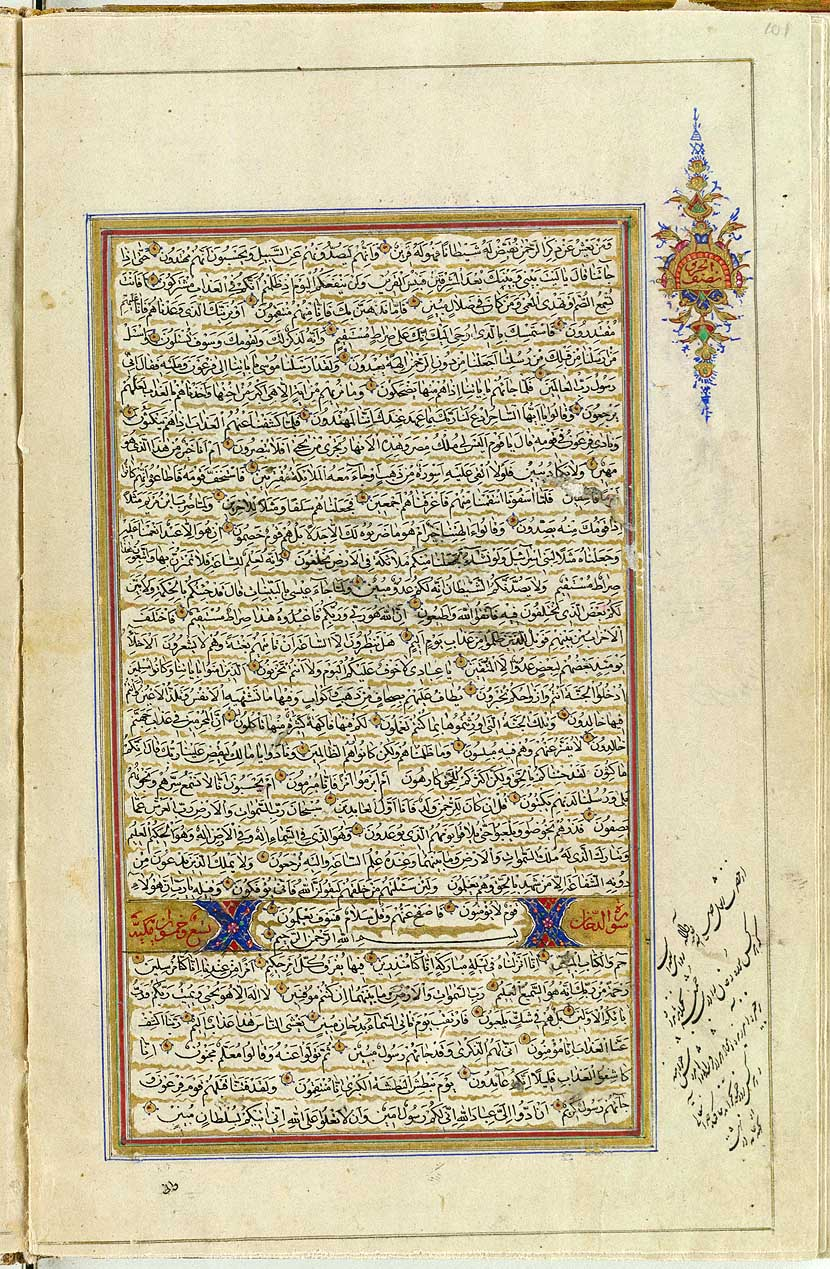